# Walckenaeria arctica
Walckenaeria arctica là một loài nhện trong họ Linyphiidae. Loài này được tìm thấy ở Hoa Kỳ và Canada.